# Нигматулин, Нурлан Зайруллаевич
Нурлан Зайруллаевич Нигматулин (каз. Нұрлан Зайроллаұлы Нығматулин; род. 31 августа 1962, Караганда, Казахская ССР, СССР) — казахстанский государственный и политический деятель, доктор политических наук.

## Биография
- По национальности — казах. Происходит из рода қожа[1].
- 1984 г. — Карагандинский политехнический институт (инженер-механик).
- 1984—1985 гг. — инженер, начальник автоколонны ПО «Карагандаоблгаз».
- 1985—1990 гг. — первый секретарь Ленинского райкома ЛКСМ Казахстана, заместитель заведующего отделом комсомольских организаций ЦК ЛКСМ Казахстана, секретарь, первый секретарь Карагандинского обкома ЛКСМ Казахстана.
- 1989 г. — Высшая комсомольская школа при ЦК ВЛКСМ (Московский гуманитарный университет), (политолог).
- 1990—1993 гг. — председатель Комитета молодёжных организаций Казахстана.
- 1993—1995 гг. — президент казахско-американского совместного предприятия «Тенгри».
- 1995—1999 гг. — государственный инспектор, заместитель заведующего организационно-контрольным отделом Администрации Президента Республики Казахстан.
- 1999—2002 гг. — заместитель акима города Астаны.
- 2002—2004 гг. — вице-министр транспорта и коммуникаций Республики Казахстан.
- С июня 2004 г. по январь 2006 г. — заместитель руководителя Администрации Президента Республики Казахстан — начальник Управления организационно-контрольной работы и кадровой политики[2].
- С января 2006 г. по ноябрь 2009 г. — Аким Карагандинской области[3].
- С ноября 2009 г. по сентябрь 2012 г. — первый заместитель председателя Народно-демократической партии «Нур Отан»[4].
- 20 января 2012 года избран председателем Мажилиса Парламента Республики Казахстан[5][6].
- 3 апреля 2014 года назначен на пост руководителя Администрации Президента Республики Казахстан[7].
- С октября по ноябрь 2014 года исполнял обязанности государственного секретаря Республики Казахстан[8].
- 22 июня 2016 года единогласно избран председателем Мажилиса Парламента Республики Казахстан[9][10][11][12].
- 22 августа 2019 года избран Руководителем фракции партии «Nur Otan» в Мажилисе Парламента Республики Казахстан[13].
- 14 января 2021 года единогласно избран на пост Руководителя фракции партии «Nur Otan» в Мажилисе Парламента Республики Казахстан[14].
- С 15 января 2021 года по 1 февраля 2022 года — председатель Мажилиса Парламента Республики Казахстан[15][16].
- Избирался Председателем Мажилиса трёх созывов — Спикером V, Vl, Vll созывов Мажилиса Парламента РК.

## Другие должности
- 2011 год — руководитель Республиканского предвыборного штаба кандидата в президенты РК Н. А. Назарбаева.
- 2009—2022 гг. — член Бюро Политсовета НДП «Нур Отан».
- 2000—2002 гг. — председатель Астанинского городского филиала партии «Отан».
- С 2002 г. — председатель совета директоров авиакомпании «Air Astana».
- 2003 г. — председатель совета директоров ОАО «Казахтелеком».
- 2002—2003 гг. — председатель совета директоров АО «Международный аэропорт Астана».
- 2002—2003 гг. — член совета директоров ЗАО «Национальные информационные технологии».

## Должности в международных организациях
- 11 апреля 2013 года единогласно избран Председателем Межпарламентской Ассамблеи Евразийского экономического сообщества (МПА ЕврАзЭС)[17].
- Член Совета Межпарламентской Ассамблеи государств-участников Содружества Независимых Государств (МПА СНГ).
- Член Совета Парламентской Ассамблеи Организации Договора о коллективной безопасности (ПА ОДКБ).
- С сентября 2021 года — Председатель Совета Парламентской Ассамблеи Тюркоязычных стран (ТюркПА)[18].

## Рейдерство
Вместе с двумя братьями обвиняется в рейдерстве многих предпринимателей Карагандинской области.

## Семья
- Жена: Баймурзаева Венера Хамитовна
- Дети: Нурланов Нуржан (1988 г. р.), Нурланов Нурхан (1993 г. р.), Мади (2003 г. р.).
- Внуки: Акбар, Аблай, Таир и две внучки: Айсара, Адель.
- Брат-близнец Ерлан (1962 г. р.) — экс-депутат Мажилиса и Сената Парламента Казахстана.
- Брат Аргын (1955 г. р.) — директор ТОО "Хоккейный клуб «Сарыарка», депутат Карагандинского областного маслихата[23].

## Увлечения
Теннис, футбол.

## Награды
- Орден «Қазақстан Республикасының Тұңғыш Президенті — Елбасы Нұрсұлтан Назарбаев»[24] (2015)
- Орден «Барыс» 2 степени (2009)[25]
- Орден Курмет (2004)
- Орден Дружбы (17 ноября 2014 года, Россия) — за большой вклад в укрепление дружбы и сотрудничества с Российской Федерацией, развитие торгово-экономических и культурных связей[26]
- Орден «Содружество» (17 апреля 2014 года, Межпарламентская ассамблея СНГ) — за активное участие в деятельности Межпарламентской Ассамблеи и её органов, вклад в укрепление дружбы между народами государств — участников Содружества Независимых Государств[27]
- Медаль «10 лет Конституции Республики Казахстан» (2006)
- Юбилейная медаль «10 лет Астане» (2008)
- Медаль «20 лет независимости Республики Казахстан» (2011)
- Юбилейная медаль «20 лет Астане» (2018)[28]
- Медаль «За укрепление парламентского сотрудничества» (13 октября 2017 года, Межпарламентская ассамблея СНГ) — за особый вклад в развитие парламентаризма, укрепление демократии, обеспечение прав и свобод граждан в государствах — участниках Содружества Независимых Государств[29]
- Медаль «МПА СНГ. 25 лет» (27 марта 2017 года, Межпарламентская ассамблея СНГ) — за заслуги в деле развития и укрепления парламентаризма, за вклад в развитие и совершенствование правовых основ функционирования Содружества Независимых Государств, укрепление международных связей и межпарламентского сотрудничества[30][31]